# Cab Kaye
Nii-lante Augustus Kwamlah Quaye, plus connu sous le nom de Cab Kaye, né le 3 septembre 1921 à Camden et mort le 13 mars 2000 à Amsterdam, est un chanteur et musicien de jazz, de blues et de bebop anglais et néerlandais d'origine ghanéenne.
Il est le père de Caleb Quaye, Terri Quaye (en) et Finley Quaye.

## Discographie
- Billy Cotton and his band - 27 août 1936 - CAR-4150-1 / Regal Zonophone MR2189
  - Shoe-Shine boy - Cab Quay (chants)

- Billy Cotton (en) et son orchestre - A Nice Cup of Tea; Volume 2 - enregistrement 1936-1941 (1CD0198188 BD5 Vocalion - nouvelle sortie septembre 2001 - Vocalion CDEA 6053)
  - A Little Bit Later On - Cab Quay (voix)

- Jazz At The Town Hall Ensemble - 30 mars 1948 (Esquire Records (en) 10-032) - Ronnie Scott (ts), Johnny Dankworth (as), Reg Arnold (tp), Dennis Rose (en) (p, tp), Jimmy Skidmore (ts), Bernie Fenton (p), Joe Muddel (b), Jack Fallon (en) (b), Carlo Krahmer (en) (d), Cab Kaye (voix)
  - If You'se a Viper (en)
  - That's My Desire

- Keith Bird & The Esquire Six - 13 octobre 1949 (Eng. Esquire m-7-96 - Esquire I0-046---5s. 9d.) - Keith Bird (cl), Tommy Pollard (vib), Ralph Sharon (en) (p), Dave Goldberg (g), Charlie Short (b) et Carlo Krahmer (d)
  - How High the Moon
  - Esquire Blues
  - Tom's Tea Party
  - Revol

- Cab Kaye and his Band - mai 1951 (Astraschall AW4001 & AWAW4005, Germany) - Dave Wilkins (tp), Sam Walker, George Tyndale (ts), Cyril Johnson (p), Owen Stephens (b) and Aubrey Henry (d).
  - Saturday Night Fish Fry (voix)
  - School-bop
  - Mood Indigo
  - Solitude

- Cab Kaye acc. by the Gerry Moore Trio - 1er mars 1952 (Esquire 5-061 & 5-065) - Gerry Moore (en) (p), Cliff Dunn (g) et Bill Bramwell (b).
  - Hypnotized
  - If I Could Hold You
  - Everything I Have Is Yours (en)
  - Don't Never Stop Looking

- Cab Kaye acc. by the Norman Burns Quintet - 17 mai 1952 (Esquire 5-079) - Johnnie Ashcombe (vib), Basil Tait (p), Len Williams (g), Bert Daniels (b) and Norman Burns (d).
  - Pennies From Heaven
  - Oh, Lady Be Good! (en)
  - Night And Day
  - More Than You Know

- Cab Kaye with the Ken Moule Seven - 20 septembre 1954 (Esquire 10-406 (UK) 6S. sid.) - Cab Kaye (voix, conga), Dave Usden (trompette), Keith Barr (saxophone ténor), Roy Sidwell (saxophone tenor ), Don Cooper (saxophone bariton), Ken Moule (en) (piano), Arthur Watts (basse) and Lennie Breslow (batterie).
  - Jelly Jelly Blues
  - When I Hear That Conga Drum

- Humphrey Lyttelton Quartet - 15 mars 1960 (Humph meets Cab - Columbia Records 33SX1364) - Humphrey Lyttelton (trompette), Ian Armit (piano), Pete Blannin (basse) and Eddie Taylor (batterie)
  - Jealous
  - Learnin' the Blues (en)
  - My Melancholy Baby (en)
  - You Can Depend On Me
  - When You're Smiling
  - Let Sleeping Love Lie

- Humphrey Lyttelton and his Band - 30 mars 1960 (G Philips Records 8387641) - Humphrey Lyttelton (trompette), Ian Armit (piano), Pete Blannin (basse) and Eddie Taylor (batterie)
  - I'm Gonna Lock My Heart
  - High Class Baby
  - Please Don't Talk About Me When I'm Gone (en)

- Kwamlah Quaye Sextetto Africana - 1962 Melodisc - Cab Kaye (voix & guitare), Laurie Deniz (guitare), Chris O'Brien (basse), Frank Holder (bongo), Chris Ajilo (claves).
  - Son of Africa (DA 2159)
  - Don't You Go Away (DA 2158)

- Kwamlah Quaye Sextetto Africana - 1962 Melodisc - Cab Kaye (voix & conga), Laurie Deniz (bas), Chris O'Brien (bas), Frank Holder (bongo's), Chris Ajilo (claves).
  - Don’t You Go Away
  - Everything Is Go

- Cab Kaye Trio - 23 décembre 1976 (Cab Kaye today - Riff, Leiden) - Chris Smildiger (basse), Ted Easton (batterie) and Cab Kaye (piano)
  - Me, Myself and I
  - The Boogie That Makes You Moan
  - Sweet Lorraine (en)
  - Ev'rything Stops For Tea
  - Body and Soul
  - What Can I Say Dear After I've Said I'm Sorry (en)
  - Pennies From Heaven
  - If I Can't Sell It
  - Lover Gal
  - Alright, OK, You Win (en)

- Cab Kaye Trio - 10 juillet 1981 (Cab Kaye Live at the North Sea Jazz Festival 1981 - Philips 6423 511) - Cab Kaye (voix, piano), Aart Gisolf (saxophone), Joop Kooger (batterie), Henk Kooger (basse)
  - Everyday
  - You Don't Know What Love Is (en)
  - Lover Man
  - Them There Eyes (en)
  - Pennies from Heaven
  - Boogie-woogie Man
  - God Bless the Child
  - Me, Myself and I
  - Jeannette You Are My Love
  - Harlem Cabaret (potpourri - Lulu's Back in Town, Your Wig Is Gone, Poppity poppity pop)

- Lou van Rees (nl) presenteert: The album of the year'' - 1982 - (Philips 6624 061) - Live recording
  - Harlem Cabaret (potpourri - Lulu's Back in Town, Your Wig Is Gone, Poppity poppity pop)

- Cab Kaye 'live'- The Key - 20 août 1984 (Keytone, Amsterdam) - Live recorded in Cab Kaye's Jazz Pianobar in Amsterdam
  - These Foolish Things
  - Old Man Mose
  - Only You Can Explain
  - I'm Gonna Lock My Heart and Throw Away the Key
  - I'm Through Feelin Blue Over You
  - In There
  - Knock me a Kiss
  - What a Wonderful World
  - Where Were You On the Night of juin 3 rd
  - Jeannette You are My Love
  - Akwilli waba - red peper
  - Since I Fell for You (en)
  - Teach Me Tonight

- Cab Kaye - The Consul of Swing - Victoria Blues - 14 mars 1986 - (The Studio production, 140386 ) - Cab Kaye (voix/Piano)
  - Willow Weep for Me (en)
  - Laughing at Life

- Cab Kaye in Iceland - 18 juin 1986 - (Icelandic national radio) - Cab Kaye (voix/piano), Gunnar Hrafnsson (basse), Gudmundur Steingrimsson (batterie)
  - I've Got Someone
  - Laughing at Life
  - Obrigado
  - Lady Bird
  - Empty Bed Blues
  - Cab's Blues
  - That jam in Love
  - 52nd Street (I remember Eroll)
  - Farewell

- Cab Kaye in Iceland & Africa on Ice - octobre 1996 - (Icelandic national radio)
  - Son of Africa
  - Ah kwili wa ba
  - Mete U.T.C.
  - Mim smo bo
  - Iceblue

- Billy Cotton & His Band - Things I Love About the 40's - 16 juin 1998 - Additional Releases 2000
  - Shoe Shine Boy - Cab Quay (voix)

- Ginger Johnson & Friends - London Is The Place For Me, volume 4 – 2006 (new compilation of 1950s) - Honest Jon's Records - HJRLP 25 36728
  - Don't You Go Away
  - Everything Is Go

- Billy Cotton & His Band - Wakey Wakey! - 6 septembre 2005 (Living Era)
  - Shoe Shine Boy - Cab Quay (voix)